# Lagisca irritans
Lagisca irritans är en ringmaskart som beskrevs av Marenzeller 1904. Lagisca irritans ingår i släktet Lagisca och familjen Polynoidae. Inga underarter finns listade i Catalogue of Life.